# Керкволл
Ке́ркволл (англ. Kirkwall, шотл. Kirkwaa, шотл. гел. Baile na h-Eaglais) — місто на півночі Шотландії, адміністративний центр області Оркнейські острови.
Населення міста становить 6460 осіб (2006).

## Клімат
Місто знаходиться у зоні, котра характеризується морським кліматом. Найтепліший місяць — серпень із середньою температурою 13.2 °C (55.7 °F). Найхолодніший місяць — лютий, із середньою температурою 4.1 °C (39.3 °F).
| Клімат Керкволла        | Клімат Керкволла | Клімат Керкволла | Клімат Керкволла | Клімат Керкволла | Клімат Керкволла | Клімат Керкволла | Клімат Керкволла | Клімат Керкволла | Клімат Керкволла | Клімат Керкволла | Клімат Керкволла | Клімат Керкволла | Клімат Керкволла |
| Показник                | Січ.             | Лют.             | Бер.             | Квіт.            | Трав.            | Черв.            | Лип.             | Серп.            | Вер.             | Жовт.            | Лист.            | Груд.            | Рік              |
| Абсолютний максимум, °C | 12               | 11               | 13               | 15               | 20               | 22               | 23               | 23               | 21               | 17               | 13               | 12               | 23               |
| Середній максимум, °C   | 6,4              | 6,4              | 7,6              | 9,5              | 12               | 14               | 15,9             | 16               | 14,1             | 11,4             | 8,6              | 6,8              | 10,7             |
| Середня температура, °C | 4,2              | 4,1              | 5                | 6,7              | 8,8              | 11,1             | 13,1             | 13,2             | 11,5             | 9,1              | 6,4              | 4,6              | 8,1              |
| Середній мінімум, °C    | 1,9              | 1,7              | 2,4              | 3,8              | 5,6              | 8,1              | 10,2             | 10,3             | 8,8              | 6,7              | 4,2              | 2,3              | 5,5              |
| Абсолютний мінімум, °C  | −6               | −5               | −6               | −5               | −1               | 2                | 3                | 3                | 2                | −1               | −2               | −5               | −6               |
| Днів з опадами          | 29               | 23               | 28               | 24               | 23               | 24               | 26               | 25               | 28               | 28               | 28               | 29               | 315              |
| Днів з дощем            | 20,1             | 16,8             | 17,9             | 13,4             | 10,6             | 10,7             | 11,6             | 12,5             | 16,2             | 19,6             | 20,8             | 18,5             | 188,7            |
| Днів зі снігом          | 13               | 10               | 11               | 6                | 1                | 0                | 0                | 0                | 0                | 1                | 6                | 9                | 57               |
| ----------------------- | ---------------- | ---------------- | ---------------- | ---------------- | ---------------- | ---------------- | ---------------- | ---------------- | ---------------- | ---------------- | ---------------- | ---------------- | ---------------- |
| Джерело: Weatherbase    |                  |                  |                  |                  |                  |                  |                  |                  |                  |                  |                  |                  |                  |

## Історія
Вперше місто згадується в Сазі про оркнійців близько 1046 року. Його засновником скальди називають оркнейського ярла Рьогнвальда II. В перекладі з норвезької Kirkjuvagr означає «бухта з храмом» (йдеться про церкву св. Олафа). Міський статус цьому поселенню надав Яків III в 1486 році. Керкоулл сильно постраждав під час феодальних війн в XVII столітті.